# رودبار (آمل)
رودبار، روستایی است از توابع بخش مرکزی شهرستان آمل در استان مازندران ایران.

## جمعیت
این روستا در دهستان هرازپی جنوبی قرار داشته و براساس آخرین سرشماری مرکز آمار ایران که در سال 1392 صورت گرفته، جمعیت آن ۱۰33 نفر (۲۷۷خانوار) بوده‌است.